# پارک سنتنیال، نیو ساوت ولز
پارک سنتنیال (به انگلیسی: Centennial Park) یک حومه شهر و پارک شهری در استرالیا است که در نیو ساوت ولز واقع شده‌است.